# Yamaha DT200R
A Yamaha DT200R egy motorkerékpár amit a Yamaha gyártott az 1980-as évektől az 1990-es évek elejéig.
Enduró versenyeken is részt több-kevesebb sikerrel, de igazából mellékúti használatra lett tervezve. Végsebessége: 162 km/h.
Egy Mikuni TM28SS karburátorral van felszerelve.

## Külső hivatkozások
- Kép DT200